# Бої за Мелітополь
Бої за Мелітополь із російськими військами почалися одразу в ході російського вторгнення в Україну.
Вранці 24 лютого 2022 року, о 05:30, мешканці Мелітополя прокинулись від потужних вибухів. Росіяни бомбардували аеродром, де базувалась 25-та бригада транспортної авіації України. Внаслідок авіаударів на військовій базі було повністю знищено Іл-76МД, в іншого військово-транспортного літака пошкоджено передню частину фюзеляжу. Під час ворожого бомбардування загинув пілот, який готувався до польоту. Згодом, після того, як військовий аеродром був повністю знищений, окупанти побудували на його місці свою військову базу, звідки здійснюють ракетні удари по різних населених пунктах України.
Перша російська броньована техніка в'їхала до міста ввечері 24 лютого. За деякими даними, локальні зіткнення були лише 25 лютого.
26 лютого 2022 року російські війська тимчасово окупували місто Мелітополь.
З початку російсько-української війни у місті Мелітополі та його околицях діє партизанський рух, який був сформований з місцевого населення. Партизани займаються підривом логістики, знищують колаборантів і російських офіцерів, активно співпрацюють з українською розвідкою.

## Перебіг подій (2022)

### Лютий
25 лютого тривали локальні вуличні бої за стратегічні об'єкти Мелітополя; зафіксовано влучання снарядів у житлові будинки.
Одним із головних факторів є те, що російських окупантів було набагато більше, а співвідношення сил було 1:20. Ворог сконцентрував величезні сили на напрямках головних ударів. В Запорізькій області підрозділи ЗСУ у перші дні російського вторгнення ухвалили оптимальні тактичні рішення. Завдяки цьому два дні чинили опір у Мелітополі, а згодом організовано відступили в район міста Василівка. Використовуючи рельєф місцевості, сконцентрувалися там і вперлися, не давши ворогові просунутися далі на північ області.
26 лютого до міста зайшли російські загарбники. Місцеві мешканці зустріли їх мирним протестом. Антиросійські мітинги продовжились у наступні дні попри заборону з боку росіян.

### Березень
2 березня російські окупанти відкрили вогонь по мирних протестувальниках, троє людей зазнали травм, один з них — вогнепальне поранення колінного суглоба.
4 березня окупанти захопили телевізійну вежу Мелітополя та увімкнули російське телебачення.
5 березня знову відбувся антиросійський мітинг з вимогою до російських військових покинути місто. Окупанти відкрили вогонь у повітря, проте це не спинило протестувальників.
11 березня викрадено міського голову Івана Федорова.
12 березня викрадена активістка Ольга Гайсумова.
13 березня російські окупанти викрали голову районної ради Сергія Прийму, окупанти прийшли до нього додому, забравши його документи та смартфони і вимагали надати їм паролі від них.

### Липень
20 липня ЗСУ завдали удару по російській військовій базі у Мелітополі. Окупанти у відповідь вдарили по житлових будинках.

### Серпень
16 серпня, о 07:00, пролунали два вибухи в районі підстанції мелітопольської телевежі, внаслідок чого припинене мовлення пропагандистського ефірного телебачення, захопленого російськими окупантами.
28 серпня мер Мелітополя Іван Федоров повідомив про знищення російської військової бази. Вона була розташована на території заводу «Автокольорлит» у Мелітополі.
29 серпня Іван Федоров повідомив про чотири потужних вибухи біля північного виїзду з Мелітополя.

### Вересень
15 вересня у місті пролунали два вибухи, зокрема, на вулиці Бєлякова.
19 вересня на аеродромі, захопленому російськими окупантами, пролунали чергові вибухи.
22 вересня у районі центрального ринку пролунав вибух.

### Жовтень
25 жовтня, вранці, у Мелітополі пролунав потужний вибух біля телекомпанії, яка належить колаборанту Євгену Балицькому. Окрім пропагандистського телеканалу, в будівлі розташовувалося відділення рашистської ФСБ. Будівля зазнала руйнувань

### Грудень
10 грудня, за декілька хвилин до настання комендантської години, у ресторані «Привал мисливця» пролунали потужні вибухи. Там саме перебували соратники гауляйтера Балицького, у якого в цей день був день народження, а також кадирівці. Вважається, що там також перебував і ставленик та наближений до Кадирова Мурад Саїдов. Відомо, що після вибуху у бік Криму рухалися чимало карет «швидкої допомоги». У Мелітополі були точкові влучання ще у декількох місцях. Кількість знищених сягнуло близько 200 російських окупантів.

## Втрати
24 лютого 2022 року під час бою під Мелітополем загинув старший лейтенант Ігор Чаюн.
25 лютого 2022 року в місті Мелітополі загинув солдат 9-го полку оперативного призначення Національної гвардії України Дмитро Кипенко.